# Elecció papal de 1153
L'elecció papal de 1153 va seguir la mort del papa Eugeni III i acabà amb l'elecció del papa Anastasi IV.
El papa Eugeni III va morir el 8 de juliol del 1153 a Tívoli. El 12 de juliol els cardenals van elegir com el seu successor el cardenal Corrado Demetri della Suburra, bisbe de Sabina i degà del Col·legi de Cardenals, que tenia 80 anys. Va prendre el nom d'Anastasi IV i fou coronat el mateix dia, probablement a Roma.
Hi havia 35 cardenals al Col·legi de Cardenals el juliol del 1153, però sembla que els participants en l'elecció no van ser més de 30, i podrien haver estat menys. Dels electors, sis havien estat creats pel papa Innocenci II, cinc pel papa Celestí II, sis pel papa Luci II, dotze pel papa Eugeni III i un pel papa Pasqual II.